# Liste des monuments historiques d'Île-d'Aix
Cet article recense les monuments historiques d'Île-d'Aix, en France.

## Statistiques
Île-d'Aix compte 60 édifices dotés d'au moins une protection au titre des monuments historiques, soit 7 % des monuments historiques du département de la Charente-Maritime. 6 édifices comportent au moins une partie classée ; les 54 autres font l'objet d'une inscription.
Plus petite commune du département de la Charente-Maritime et de la région Poitou-Charentes (1,19 km2) et ne comptant que 223 habitants, Île-d'Aix est la 50e commune de France en termes de protections au titre des monuments historiques.
Le graphique suivant résume le nombre d'actes de protection par décennies depuis 1880 :

## Liste
| Monument                                | Adresse                 | Coordonnées                        | Notice         | Protection | Date      | Illustration                            |
| --------------------------------------- | ----------------------- | ---------------------------------- | -------------- | ---------- | --------- | --------------------------------------- |
| Batterie de Coudepont                   | Pointe Est de l'île     | 46° 01′ 10″ nord, 1° 09′ 22″ ouest | « PA00104712 » | Inscrit    | 1948      | Image manquante Téléverser              |
| Caserne Montalembert                    | 29 rue Marengo          | 46° 00′ 45″ nord, 1° 10′ 31″ ouest | « PA00104740 » | Inscrit    | 1931      | Caserne Montalembert                    |
| Caserne Vaudreuil                       | 36 rue Marengo          | 46° 00′ 45″ nord, 1° 10′ 38″ ouest | « PA00104744 » | Inscrit    | 1931      | Caserne Vaudreuil                       |
| Chai                                    | 1 rue Napoléon          | 46° 00′ 42″ nord, 1° 10′ 30″ ouest | « PA00104746 » | Inscrit    | 1931      | Image manquante Téléverser              |
| Chai                                    | 6 rue Napoléon          | 46° 00′ 42″ nord, 1° 10′ 31″ ouest | « PA00104751 » | Inscrit    | 1931      | Chai                                    |
| Église Saint-Martin de l'Île-d'Aix      | rue Quai aux Vivres     | 46° 00′ 46″ nord, 1° 10′ 22″ ouest | « PA00104713 » | Classé     | 1970      | Église Saint-Martin de l'Île-d'Aix      |
| Fort Boyard                             | Pleine mer              | 45° 59′ 59″ nord, 1° 12′ 50″ ouest | « PA00104714 » | Inscrit    | 1950      | Fort Boyard                             |
| Fort Liédot N                           | nord-Est de l'île       | 46° 01′ 21″ nord, 1° 09′ 52″ ouest | « PA00125677 » | Classé     | 1995      | Fort Liédot N                           |
| Fortifications (dont fort de la Rade)   | Pointe Sud de l'île     | à géolocaliser                     | « PA00104715 » | Classé     | 1996      | Fortifications (dont fort de la Rade)   |
| Hôtel de ville d'Île-d'Aix              | Rue Gourgaud            | 46° 00′ 45″ nord, 1° 10′ 25″ ouest | « PA00104716 » | Inscrit    | 1931      | Hôtel de ville d'Île-d'Aix              |
| Magasin H du génie                      | x rue Napoléon          | à géolocaliser                     | « PA00104717 » | Classé     | 1932      | Image manquante Téléverser              |
| Maison                                  | Place d'Austerlitz      | à géolocaliser                     | « PA00104729 » | Inscrit    | 1931      | Image manquante Téléverser              |
| Maison                                  | 15 rue Marengo          | 46° 00′ 44″ nord, 1° 10′ 27″ ouest | « PA00104731 » | Inscrit    | 1931      | Image manquante Téléverser              |
| Maison                                  | 17 rue Marengo          | 46° 00′ 44″ nord, 1° 10′ 27″ ouest | « PA00104732 » | Inscrit    | 1931      | Maison                                  |
| Maison                                  | 19 rue Marengo          | 46° 00′ 44″ nord, 1° 10′ 27″ ouest | « PA00104733 » | Inscrit    | 1931      | Maison                                  |
| Maison                                  | 20 rue Marengo          | 46° 00′ 44″ nord, 1° 10′ 28″ ouest | « PA00104734 » | Inscrit    | 1931      | Image manquante Téléverser              |
| Maison                                  | 21 rue Marengo          | 46° 00′ 44″ nord, 1° 10′ 28″ ouest | « PA00104735 » | Inscrit    | 1931      | Image manquante Téléverser              |
| Maison                                  | 22 rue Marengo          | 46° 00′ 44″ nord, 1° 10′ 28″ ouest | « PA00104736 » | Inscrit    | 1931      | Image manquante Téléverser              |
| Maison                                  | 24 rue Marengo          | 46° 00′ 44″ nord, 1° 10′ 28″ ouest | « PA00104737 » | Inscrit    | 1931      | Image manquante Téléverser              |
| Maison                                  | 26 rue Marengo          | 46° 00′ 44″ nord, 1° 10′ 29″ ouest | « PA00104738 » | Inscrit    | 1931      | Image manquante Téléverser              |
| Maison                                  | 28 rue Marengo          | 46° 00′ 44″ nord, 1° 10′ 29″ ouest | « PA00104739 » | Inscrit    | 1931      | Maison                                  |
| Maison                                  | 30 rue Marengo          | 46° 00′ 45″ nord, 1° 10′ 32″ ouest | « PA00104741 » | Inscrit    | 1931      | Image manquante Téléverser              |
| Maison                                  | 34 rue Marengo          | 46° 00′ 44″ nord, 1° 10′ 37″ ouest | « PA00104743 » | Inscrit    | 1931      | Image manquante Téléverser              |
| Maison                                  | 38 rue Marengo          | à géolocaliser                     | « PA00104745 » | Inscrit    | 1931      | Image manquante Téléverser              |
| Maison                                  | 2 rue Napoléon          | 46° 00′ 42″ nord, 1° 10′ 31″ ouest | « PA00104747 » | Inscrit    | 1931      | Image manquante Téléverser              |
| Maison                                  | 3 rue Napoléon          | 46° 00′ 42″ nord, 1° 10′ 30″ ouest | « PA00104748 » | Inscrit    | 1931      | Image manquante Téléverser              |
| Maison                                  | 4 rue Napoléon          | 46° 00′ 42″ nord, 1° 10′ 31″ ouest | « PA00104749 » | Inscrit    | 1931      | Maison                                  |
| Maison                                  | 5 rue Napoléon          | 46° 00′ 42″ nord, 1° 10′ 30″ ouest | « PA00104750 » | Inscrit    | 1931      | Maison                                  |
| Maison                                  | 7 rue Napoléon          | 46° 00′ 43″ nord, 1° 10′ 30″ ouest | « PA00104752 » | Inscrit    | 1931      | Maison                                  |
| Maison                                  | 7bis rue Napoléon       | 46° 00′ 43″ nord, 1° 10′ 30″ ouest | « PA00104753 » | Inscrit    | 1931      | Maison                                  |
| Maison                                  | 8 rue Napoléon          | 46° 00′ 43″ nord, 1° 10′ 31″ ouest | « PA00104754 » | Inscrit    | 1931      | Maison                                  |
| Maison                                  | 9 rue Napoléon          | 46° 00′ 43″ nord, 1° 10′ 30″ ouest | « PA00104755 » | Inscrit    | 1931      | Image manquante Téléverser              |
| Maison                                  | 10 rue Napoléon         | 46° 00′ 43″ nord, 1° 10′ 31″ ouest | « PA00104756 » | Inscrit    | 1931      | Maison                                  |
| Maison                                  | 11 rue Napoléon         | 46° 00′ 43″ nord, 1° 10′ 30″ ouest | « PA00104757 » | Inscrit    | 1931      | Maison                                  |
| Maison                                  | 13 rue Napoléon         | 46° 00′ 43″ nord, 1° 10′ 30″ ouest | « PA00104758 » | Inscrit    | 1931      | Maison                                  |
| Maison                                  | 15 rue Napoléon         | 46° 00′ 43″ nord, 1° 10′ 30″ ouest | « PA00104759 » | Inscrit    | 1931      | Maison                                  |
| Maison                                  | 17 rue Napoléon         | 46° 00′ 44″ nord, 1° 10′ 30″ ouest | « PA00104760 » | Inscrit    | 1931      | Image manquante Téléverser              |
| Maison                                  | 18 rue Napoléon         | 46° 00′ 45″ nord, 1° 10′ 30″ ouest | « PA00104761 » | Inscrit    | 1931      | Maison                                  |
| Maison                                  | 19 rue Napoléon         | 46° 00′ 44″ nord, 1° 10′ 29″ ouest | « PA00104762 » | Inscrit    | 1931      | Maison                                  |
| Maison                                  | 20 rue Napoléon         | 46° 00′ 45″ nord, 1° 10′ 30″ ouest | « PA00104763 » | Inscrit    | 1931      | Image manquante Téléverser              |
| Maison                                  | 22 rue Napoléon         | 46° 00′ 46″ nord, 1° 10′ 29″ ouest | « PA00104764 » | Inscrit    | 1931      | Image manquante Téléverser              |
| Maison                                  | 23 rue Napoléon         | 46° 00′ 44″ nord, 1° 10′ 29″ ouest | « PA00104765 » | Inscrit    | 1931      | Image manquante Téléverser              |
| Maison                                  | 25 rue Napoléon         | 46° 00′ 45″ nord, 1° 10′ 29″ ouest | « PA00104766 » | Inscrit    | 1931      | Image manquante Téléverser              |
| Maison                                  | 27 rue Napoléon         | 46° 00′ 45″ nord, 1° 10′ 29″ ouest | « PA00104767 » | Inscrit    | 1931      | Image manquante Téléverser              |
| Maison                                  | Rue du Quai aux Vivres  | 46° 00′ 41″ nord, 1° 10′ 22″ ouest | « PA00104768 » | Inscrit    | 1931      | Image manquante Téléverser              |
| Maison Chabert                          | Place d'Austerlitz      | à géolocaliser                     | « PA00104718 » | Inscrit    | 1931      | Image manquante Téléverser              |
| Maison communale d'Île-d'Aix            | 32 rue Marengo          | 46° 00′ 45″ nord, 1° 10′ 37″ ouest | « PA00104742 » | Inscrit    | 1931      | Image manquante Téléverser              |
| Maison Courbebaisse                     | Place d'Austerlitz      | à géolocaliser                     | « PA00104719 » | Inscrit    | 1931      | Image manquante Téléverser              |
| Maison Courrèges                        | Place d'Austerlitz      | à géolocaliser                     | « PA00104720 » | Inscrit    | 1931      | Image manquante Téléverser              |
| Maison de l'Empereur et jardins         | 30 rue Napoléon         | 46° 00′ 47″ nord, 1° 10′ 29″ ouest | « PA00104721 » | Classé     | 1925 1934 | Maison de l'Empereur et jardins         |
| Maison Gourgaud dite « la Maison Rose » | Place d'Austerlitz      | à géolocaliser                     | « PA00104722 » | Inscrit    | 1931      | Maison Gourgaud dite « la Maison Rose » |
| Maisons Gourgaud                        | Rue Gourgaud            | à géolocaliser                     | « PA00104723 » | Inscrit    | 1931      | Maisons Gourgaud                        |
| Maison Lagord                           | Place d'Austerlitz      | à géolocaliser                     | « PA00104724 » | Inscrit    | 1931      | Image manquante Téléverser              |
| Maison Lecomte                          | Place d'Austerlitz      | à géolocaliser                     | « PA00104725 » | Inscrit    | 1931      | Image manquante Téléverser              |
| Maison Louvel                           | Place d'Austerlitz      | à géolocaliser                     | « PA00104726 » | Inscrit    | 1931      | Maison Louvel                           |
| Maison Lusseau                          | 2 rue des Remparts      | à géolocaliser                     | « PA00104727 » | Inscrit    | 1932      | Image manquante Téléverser              |
| Maison Malterre                         | Place d'Austerlitz      | à géolocaliser                     | « PA00104728 » | Inscrit    | 1931      | Image manquante Téléverser              |
| Maisons appartenant à l'État            | Rue de l'Hôtel de ville | à géolocaliser                     | « PA00104730 » | Inscrit    | 1931      | Image manquante Téléverser              |
| Phare de l'île d'Aix                    | Pointe Sainte Catherine | 46° 00′ 36″ nord, 1° 10′ 41″ ouest | « PA17000087 » | Inscrit    | 2011      | Phare de l'île d'Aix                    |
| Poudrière du bourg                      | Rue du Quai aux Vivres  | 46° 00′ 40″ nord, 1° 10′ 24″ ouest | « PA00104768 » | Classé     | 2010      | Poudrière du bourg                      |